# وليام كوكس إليس
وليام كوكس إليس (بالإنجليزية: William Cox Ellis)‏ (و. 1787 – 1871 م) هو سياسي، ومحام من الولايات المتحدة الأمريكية .
وهو عضو في الحزب الجمهوري، والحزب الديمقراطي الأمريكي .